# Skorošice
Skorošice là một làng thuộc huyện Jeseník, vùng Olomoucký, Cộng hòa Séc.